# Schlacht von Brouwershaven
Die Schlacht von Brouwershaven fand am 13. Januar 1426 in Brouwershaven in Zeeland statt. Die Schlacht war Teil des Haken-und-Kabeljau-Kriegs, der zwischen 1350 und 1490 um die Macht in den Niederlanden tobte. Die Schlacht endete mit einem eindeutigen Sieg für den burgundischen Herzog Philipp den Guten.

## Die Gegner
Die Ursache des Konflikts lag im Nachfolgestreit zwischen Jakobäa von Bayern und Johann III. von Bayern um die Herrschaft im Hennegau, in Holland und Zeeland nach dem Tod des Grafen Wilhelm VI. im Jahr 1417. Jakobäa war ursprünglich mit Herzog Johann IV. von Brabant verheiratet gewesen, hatte sich aber von ihm getrennt und 1422 Humphrey, Duke of Gloucester geheiratet, den Bruder des englischen Königs Heinrich V. Jakobäas neue Ehe beließ den Hennegau in den Händen Johann von Brabants, der sich mit Johann von Bayern verständigt hatte. Als Erbe des Hennegau war zudem Philipp der Gute vorgesehen, wodurch er in diese Auseinandersetzung hineingezogen wurde.
1424 hatten Jakobäa und Humphrey mit englischen Truppen den Hennegau erobert. Der Tod Johann von Bayern im Januar 1425 führte zu einem kurzen Feldzug der Burgunder zur Durchsetzung von Philipps Ansprüchen, der die Engländer zum Rückzug zwang. Jakobäa beendete den Krieg in Philipps Gefangenschaft, konnte aber im September 1425 nach Gouda fliehen, wo sie erneut ihre Ansprüche erklärte. Als Anführerin der „Haken“ stützte sie sich in erster Linie auf die kleinen Städte und den niederen Adel, während die „Kabeljaus“ sich weitgehend aus den Bürger von Städten wie Rotterdam und Dordrecht rekrutierten.

## Vor der Schlacht
Jakobäa rief Humphrey zur Unterstützung herbei, der in England 1500 Soldaten aufbot, die unter Führung von Walter Fitzwalter, 7. Baron Fitzwalter zu ihr stoßen sollten. In der Zwischenzeit hatte Jakobäa am 22. Oktober 1425 eine burgundische Bürgerwehr in der Schlacht von Alphen geschlagen. Herzog Philipp war über die englische Verstärkung informiert und stellte eine Flotte auf, mit der er sie noch auf See abfangen wollte. Ihm gelang es aber nur, einen kleinen Teil der Engländer, etwa 300 Mann, daran zu hindern, in Brouwershaven an Land zu gehen und sich mit ihren zeeländischen Verbündeten zu vereinigen.
Philipp der Gute führte seine Streitmacht, bestehend aus seinen Gefolgsleuten und Soldaten aus Dordrecht, Den Haag und Delft, selbst nach Brouwershaven. Die Armee bestand aus etwa 4000 Mann, darunter Kanonieren aus Dordrecht und mehr als 1000 Armbrustschützen. Auf der anderen Seite standen 3000 Zeeländer unter Floris van Heemstede, die von den 1200 übrig gebliebenen Engländern verstärkt wurden.

## Die Schlacht
Die Zeeländer gestatteten dem Gegner, die Landung zu beginnen, vermutlich weil sie auf die Langbögen ihrer englischen Verbündeten vertrauten und auf einen Effekt wie in der Schlacht von Azincourt vor gut zehn Jahren hofften. Während der Landeoperation begannen die Bogenschützen mit dem Angriff, der die Armbrustschützen bald in die Knie zwang. Den gut bewaffneten und disziplinierten burgundischen Rittern gelang es jedoch, die Engländer auf einen Deich zurückzudrängen und hier zu besiegen. Die Chronyk en Historie van Zeeland von Janus Reygersberg berichtet, 3000 Männer der zeeländischen Armee seien danach gefallen, viele weitere gefangen genommen worden, Philipp der Gute selbst notierte eine Zahl von 200 Gefangenen. Floris van Heemstede fiel in der Schlacht, Lord Fitzwalter gelang die Flucht.

## Auswirkungen
Die verheerende Niederlage bedeutete das Ende von Jakobäas Kampf. Herzog Humphrey war mehr und mehr in England unabkömmlich, zudem ließ er sich in eine Beziehung mit Eleanor Cobham ein, einer der Hofdamen Jakobäas. 1428 ließ er seine Ehe lösen und heiratete Eleanor. Ohne Unterstützung war Jakobäa nicht mehr in der Lage, den Burgundern zu widerstehen, so dass sie genötigt war, die Verwaltung ihrer Grafschaften Philipp zu überlassen.